# Okres Plzeň-sever
Okres Plzeň-sever (deutsch Bezirk Pilsen-Nord) befindet sich in der Region Plzeň (Tschechien).
Im Bezirk befinden sich 6 Naturparks und 19 staatliche geschützte Gebiete sowie 14 geschützte Bäume. Zu den bekanntesten Gebieten gehören die Naturreservate Křivoklátsko (nur angrenzend) und Horní Střela. Der Fremdenverkehr zählt jährlich etwa 44.000 Gäste, die in 71 Beherbergungsbetrieben untergebracht werden. Die durchschnittliche Aufenthaltsdauer beträgt 5,3 Tage.
Von Naturrohstoffen werden vor allem Kaolin und Ziegellehm gefördert. Zu den bedeutenden Wirtschaftszweigen gehören keramische Industrie, Elektroindustrie, Automobiltechnik, chemische Industrie, Baustoff- und Bauindustrie, Glas- und Holzindustrie sowie Metallverarbeitung. In der Landwirtschaft werden vor allem Getreide, Mais, Futtermittel angebaut und Rinder, Schweine sowie Hühner gehalten. Die Arbeitslosigkeit beträgt 5,7 %.
Zum 1. Januar 2007 wechselten die Gemeinden Dýšina, Chrást und Kyšice in den Okres Plzeň-město.

## Städte und Gemeinden
Bdeněves – Bezvěrov – Bílov – Blatnice – Blažim – Bohy – Brodeslavy – Bučí – Čeminy – Černíkovice – Čerňovice – Česká Bříza – Dobříč – Dolany – Dolní Bělá – Dolní Hradiště – Dražeň – Druztová – Heřmanova Huť – Hlince – Hněvnice – Holovousy – Horní Bělá – Horní Bříza – Hromnice – Hvozd – Chotíkov – Chříč – Jarov – Kaceřov – Kaznějov – Kbelany – Kočín – Kopidlo – Koryta – Kozojedy – Kozolupy – Kožlany – Kralovice – Krašovice – Krsy – Křelovice – Kunějovice – Ledce – Líně – Líšťany – Líté – Lochousice – Loza – Manětín – Město Touškov – Mladotice – Mrtník – Myslinka – Nadryby – Nečtiny – Nekmíř – Nevřeň – Nýřany – Obora – Ostrov u Bezdružic – Pastuchovice – Pernarec – Pláně – Plasy – Plešnice – Pňovany – Potvorov – Přehýšov – Příšov – Rochlov – Rybnice – Sedlec – Slatina – Studená – Štichovice – Tatiná – Tis u Blatna – Tlučná – Trnová – Třemošná – Úherce – Újezd nade Mží – Úlice – Úněšov – Úterý – Vejprnice – Velečín – Vochov – Všehrdy – Všeruby – Výrov – Vysoká Libyně – Zahrádka – Zbůch – Zruč-Senec – Žihle – Žilov